# Diaphone libertina
Diaphone libertina là một loài bướm đêm trong họ Noctuidae.